# Hardeman County, Tennessee
Hardeman County är ett administrativt område i delstaten Tennessee, USA, med 27 253 invånare. Den administrativa huvudorten (county seat) är Bolivar.

## Geografi
Enligt United States Census Bureau har countyt en total area på 1 736 km². 1 729 km² av den arean är land och 7 km² är vatten.

### Angränsande countyn
- Madison County - nord
- Chester County - nordost
- McNairy County - öst
- Alcorn County, Mississippi - sydost
- Tippah County, Mississippi - syd
- Benton County, Mississippi - sydväst
- Fayette County - väst
- Haywood County - nordväst